# Розанов, Константин Владимирович
Константин Владимирович Розанов (фр. Constantin (Kostia) Wladimir Rozanoff; 23 августа 1905 года, Варшава — 3 апреля 1954 года, Мелён) — французский военный лётчик, летчик-испытатель, один из пионеров реактивных полётов. Освоил 201 тип самолётов и вертолётов, провёл 5000 часов в воздухе, в том числе 3865 часов в боевом строю, 104 раза преодолевал звуковой барьер.

## Биография
Константин Розанов родился в богатой русской семье. Эмигрировал с матерью во Францию в 1917 году и в 1927 году получил французское гражданство.
В 1928 году окончил ведущий технический университет Франции, парижскую Центральную школу искусств и мануфактур. В 1933 году Константину Розанову вручён диплом национальной школы авиации SUPAERO, во время учёбы в которой также стал лицензированным пилотом. В 1935 году  становится штатным лётчиком Центра аэронавтики в Велизи-Виллакубле (Centre d’Essais des Matériels Aéronautiques — CEMA) и принимает участие в лётных испытаниях самолётов Morane-Saulnier MS.406, Dewoitine D.520 и Bloch MB.152.
В начале 1938 года в Испании Розанов участвует в лётной оценке захваченного республиканцами 11 ноября 1937 года и затем переданного СССР Messerschmitt Bf.109 B1.
С 1940 года — участник боевых действий в составе истребительных частей французских ВВС (GC II/4). В мае 1940 года сбивает 2 самолёта люфтваффе на истребителе Curtiss P-36 Hawk.
Попадает в оккупацию, после чего в 1942 году оказывается в Северной Африке (Марокко), где участвует в боевых операциях союзников в Тунисе и Алжире, и конвойных операциях над Средиземным морем на истребителе Curtiss P-40s (бортовой знак «MadKot»); командует эскадрильями GC 2/5 («Lafayette») и GC 2/3 («Dauphiné»). В декабре 1943 года выезжает на переподготовку в Великобританию, где осваивает первые военные реактивные самолёты (Gloster G-41), затем участвует в испытаниях P-59 Airacomet и Lockheed F-80 Shooting Star в США. В декабре 1945 года, по возвращении со стажировки в США, в звании полковника возглавил авиабазу ВВС 118 в Мон-де-Марсане (CEMA), названную позже его именем.
Демобилизовался в октябре 1946 года и возглавил испытательное подразделение авиастроительной компании Dassault Aviation (шеф-пилот). Стал первым лётчиком, пилотировавшим MD-450 Ouragan (прототип и серийные образцы), участвовал в испытаниях военных транспортных самолётов Dassault MD.315 Flamant (Dassault MD.303 Flamant), а также всех истребителей-бомбардировщиков серии Mystère (I—IV).
Стал первым французским летчиком, преодолевшим звуковой барьер (в горизонтальном полёте), 24 февраля 1954 года, на Mystère IV A.
В 1954 году опубликовал автобиографическую книгу «Double Bang — Ma Vie de Pilote d’Essai».
Полковник Розанов разбился, пилотируя Mystère IV B, во время выполнения показательного сверхзвукового низковысотного полёта над аэродромом Мелён-Виллярош (Melun-Villaroche).
Погребён на кладбище Пасси. Его именем в 1971 году названа одна из улиц Парижа - Rue du Colonel-Rozanoff (фр.).
Один памятник Розанову  расположен в Шатель-Сансуаре, где он жил, другой на месте падения самолёта рядом с аэродромом, где он разбился.

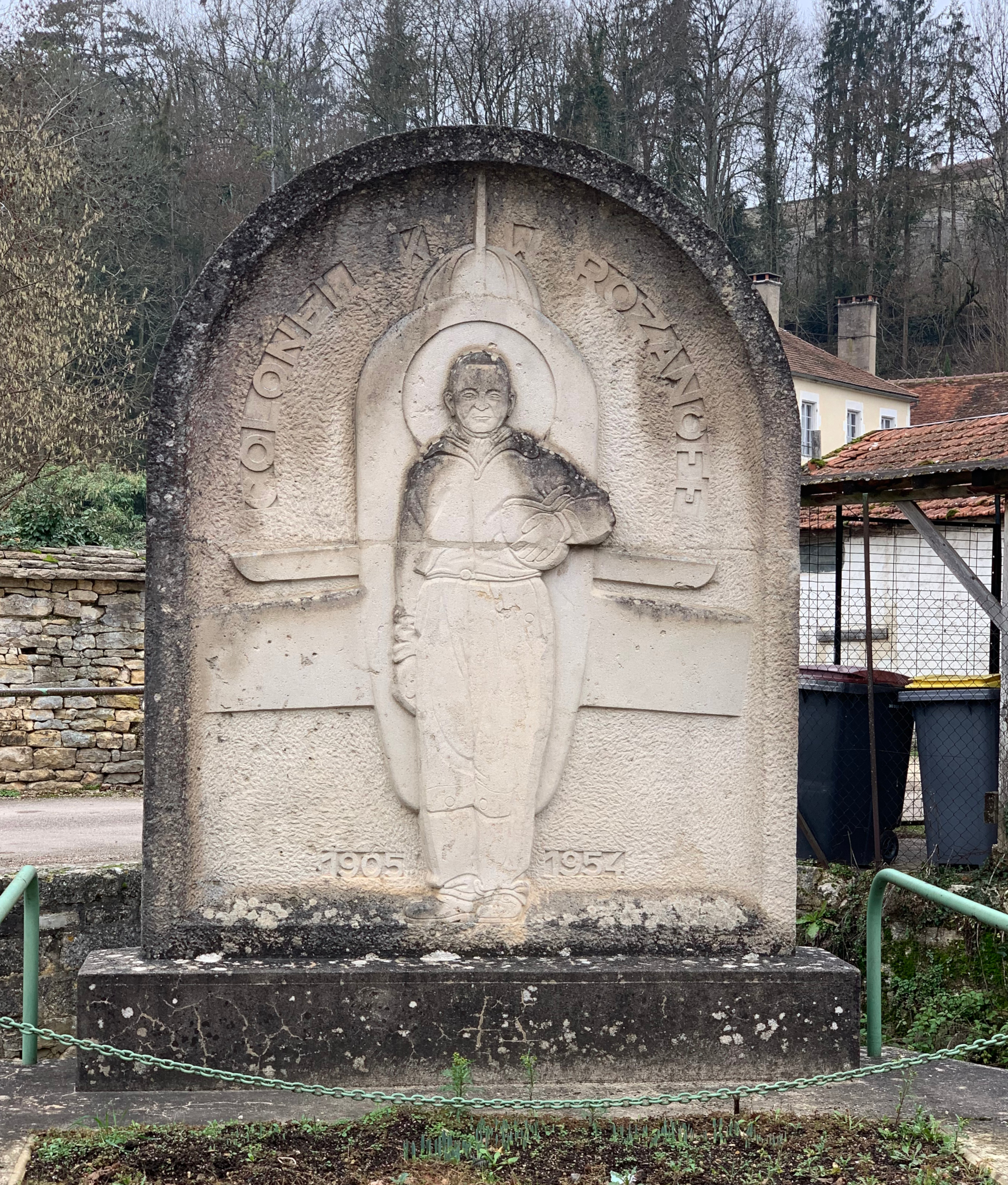
Памятный знак в Шатель-Сансуаре

## Награды
- Воздушная медаль (США)
- Орден Почётного легиона